# Encuesta de satisfacción
Una encuesta de satisfacción es un estudio empírico basado en la observación para determinar el grado de satisfacción del encuestado. El encuestador o investigador normalmente no interviene ni controla el proceso estudiado (aunque varios estudios han criticado esta definición argumentando que el observador sí que influye en las respuestas obtenidas por parte del encuestado). La encuesta suele obtener la información a partir de un cuestionario que puede ser respondido de manera presencial, por papel, teléfono, vía web o por correo electrónico.
Las encuestas de satisfacción suelen tener por finalidad conocer el grado de satisfacción de un público objetivo ante un servicio ofrecido o la valoración de un conjunto de circunstancias.y así.
Muchas empresas y entes públicos utilizan las encuestas de satisfacción para conocer el grado de satisfacción de sus clientes o también para conocer el rendimiento de sus procesos internos. Así pues es bastante común realizar encuestas de satisfacción de los sistemas informáticos, de los procedimientos de la organización, de recursos humanos, de clima social, etc.
- Datos: Q5832494